# Ewald Grep
Ewald Grep is een Surinaams oud-atleet en politicus. Hij was in de jaren 1960 een sprinter op de 100 en 200 meter. Van 1986 tot 1988 was hij minister van Sociale Zaken en Volkshuisvesting.

## Biografie

### Atletiek
Ewald Grep behoorde tot de atleten die in de periode 1960-1964 tot de Surinaamse top behoorden.
In 1966 was hij in Nederland en kwam hij uit voor de Amsterdamse Atletiek Club (AAC). In augustus van dat jaar deed hij mee aan de Nederlandse nationale atletiekkampioenschappen. Hij werd 6e op de 100 meter en 3e op de 200 meter (22,1 sec.). Hij werd toen tot de topsporters van AAC gerekend die de club aan de nationale titel konden helpen. In mei 1967 werd hij 2e op de 200 meter tijdens de Open Amsterdamse Kampioenschappen.
In de eerste helft van de jaren 1970 keerde hij terug naar Suriname. Rond 1979 was hij voor de Surinaamse Atletiek Bond verantwoordelijk voor de nationale selectie.

### Politiek
Hij kende zijn loopbaan bij de vakfederatie Moederbond die hem in 1985 tijdens het militaire regime voordroeg als de bondskandidaat voor De Nationale Assemblée. Hier diende hij sinds 15 januari 1985. Van 16 juli 1986 tot 26 januari 1988 werd bij voor de bond minister van Sociale Zaken en Volkshuisvesting. Hij diende eerst in het kabinet-Radhakishun tot 13 februari 1987 en aansluitend in het kabinet-Wijdenbosch I tot 26 januari 1988.